# 本因坊秀策
本因坊秀策（日语：／ Honinbō Shūsaku，1829年6月6日—1862年9月3日），生於備後國因島的御調郡三浦村外浦，日本圍棋棋手，父親為桑原輪三，母親名龜，為家中次子，乳名桑原虎次郎。法名日量。

## 生平

### 安藝小僧
虎次郎幼時向母學碁。六歲時，受初段的尾道港富商橋本吉兵衛指導，二年後以分先打敗吉兵衛，被譽為神童。便被郡主三原公城淺野公召去，並賜姓安田，改名安田榮齋，安田氏歷代為三浦村村長。改姓名後各場合皆用村長之子的禮遇。其後拜竹原寶泉寺住持葆真和尚為師，習碁、漢文與儒家文化，養成溫和儒雅、尊師重道的性格。
七歲時，到尾道港拜訪伊藤松次郎，松次郎驚為奇才，翌年推薦給江戶的本因坊丈和。後來丈和退休，開道場教導後輩，榮齋進步神速；十一歲時，取得初段認定回鄉，淺野公賜予當時一般家臣五人份的俸祿。回鄉不久後，再次前往江戶，途中與井上安節因碩的徒弟中川順節受二子四局全勝，自此「安藝小僧」的名號便傳開。十二歲其技連仁孝天皇都已聞曉，引起坊門注意。丈和看過棋譜後，與一百五十年前的棋聖道策相比，驚之為一百五十年來的天才。
後改拜大九歲的師兄本因坊秀和為師，每年升一段。十五歲時，希望取得四段免狀，但坊門均不同意，最後三原侯（即上述的淺野公）以收榮齋為弟子的方式，讓榮齋升上四段。十四歲時，在安節因碩第三次與秀和對局時，在旁伺俸茶水、記棋譜，發現了在場許多高段棋士沒發現的陷阱（參見秀和頁面），但彼時其實力尚未被其他三家所知悉。之後戶谷道和、坊門塾長岸本左一郎、太田雄藏常與榮齋對局指導，棋力益發增進。

### 改名秀策
十六歲時得到秀和允許，獲得「秀」字，並改名為安田秀策。
十八歲、四段時，再度遇上中川順節，先向先連贏四盤把手合改成分先。並有機會與已退休、改號幻庵的安節因碩對局，從二子開始到讓先，幻庵除了敗就是永久打掛，完全一面倒。其中一盤「耳赤之局」更是名局。其後幻庵嘆道：「這個天才沒多久就可以統一天下碁壇了。」。秀策在二十歲時被立為跡目，並娶丈和女兒戶谷花子為妻。

### 御城碁無敗
1849年，秀策升上上手，開始在御城碁出賽，創下十九局全勝紀錄，與棋聖道策御城碁十四勝二敗相提並論（道策兩敗為讓兩子局，均一目敗）。
數年間秀策將天下數名好手都降級，當時眾人已認為秀策是未來的名人。當時上手的太田雄藏對此不以為然，彼時其為少數沒被降級的棋手，手合仍與秀策分先，外加雄藏大上秀策二十二歲，以前如師父般讓二子指導，自然反對。於是1853年在眾人的安排下，舉行分先三十番碁，直到第十七盤秀策才將雄藏降級，從秀策寄至家裡的信件可看出秀策對此高興非凡。之後至第二十二盤又多贏了二盤，第二十三盤雄藏弈出了生涯傑作，以白和棋。可惜雄藏後來遠遊，病死他鄉，三十番碁只下了二十三盤，從秀策寄至家裡的信件可看出秀策對於老對手的逝去，非常難過，更說再難遇到如此知音了。

### 英年早逝
雄藏死去後，天下能與秀策稱的上是「敵手」的，只剩小他九歲的師弟村瀨弥吉；秀甫當時六段與秀策並稱坊門龍虎雙弟子。兩人曾做讓先十番碁，秀甫六勝三敗一和，秀甫後來成立方圓社後，發行《方圓新法》雜誌，曾以此戰績為榮。
1862年（文久2年），尊王攘夷的呼聲越來越高，幕府已經完全無法支撐，更無暇管碁界事宜，於是上百年的御城碁從此停辦。而當時霍乱流行，秀策心地善良，好心回鄉探望，因此染病，沒多久就去世，年僅34歲，秀策因而被譽為「為御城碁而生的棋士」。他的棋術水準之高，現今也是許多職業棋士無法超越。
秀策之死，秀和難過至極，稱之為「一場夢」。大秀策九歲的師父秀和，與小秀策九歲的師弟秀甫，三人共稱為「三秀」。江戶末期是圍棋的第二次盛世，三秀將圍棋的水平大大的提高。

### 生涯名局

#### 耳赤之局
|  |  |  |  |  |  |  |  |  |  |  |  |  |  |  |  |  |  |  |
|  |  |  |  |  |  |  |  |  |  |  |  |  |  |  |  |  |  |  |
|  |  |  |  |  |  |  |  |  |  |  |  |  |  |  |  |  |  |  |
|  |  |  |  |  |  |  |  |  |  |  |  |  |  |  |  |  |  |  |
|  |  |  |  |  |  |  |  |  |  |  |  |  |  |  |  |  |  |  |
|  |  |  |  |  |  |  |  |  |  |  |  |  |  |  |  |  |  |  |
|  |  |  |  |  |  |  |  |  |  |  |  |  |  |  |  |  |  |  |
|  |  |  |  |  |  |  |  |  |  |  |  |  |  |  |  |  |  |  |
|  |  |  |  |  |  |  |  |  |  |  |  |  |  |  |  |  |  |  |
|  |  |  |  |  |  |  |  |  |  |  |  |  |  |  |  |  |  |  |
|  |  |  |  |  |  |  |  |  |  |  |  |  |  |  |  |  |  |  |
|  |  |  |  |  |  |  |  |  |  |  |  |  |  |  |  |  |  |  |
|  |  |  |  |  |  |  |  |  |  |  |  |  |  |  |  |  |  |  |
|  |  |  |  |  |  |  |  |  |  |  |  |  |  |  |  |  |  |  |
|  |  |  |  |  |  |  |  |  |  |  |  |  |  |  |  |  |  |  |
|  |  |  |  |  |  |  |  |  |  |  |  |  |  |  |  |  |  |  |
|  |  |  |  |  |  |  |  |  |  |  |  |  |  |  |  |  |  |  |
|  |  |  |  |  |  |  |  |  |  |  |  |  |  |  |  |  |  |  |
|  |  |  |  |  |  |  |  |  |  |  |  |  |  |  |  |  |  |  |

此局「耳赤之局」為古譜名局，此局開盤秀策就中了幻庵的大斜套手而落後。但在第125手（圖25）下完時，白棋見小的下了第126手，結果被秀策下到天王山第127手；因為這盤是在普通茶院進行，在場皆不是職業棋士，無人看出此棋之用，還是認為白優勢；但有位不會下棋的醫生悄聲說「黑棋贏定了」，大家都不信問由。醫生說道：「剛剛黑棋那手下完後，幻庵耳朵整個紅掉了，顯見被黑棋下到了要點，而懊惱不已，如此幻庵的信心消失了，則黑必勝。」果然最後黑三目勝。
連棋靈王動畫第63集中，也引用此盤棋譜，說明秀策是如何下出這傑出的一手。

## 後世評價

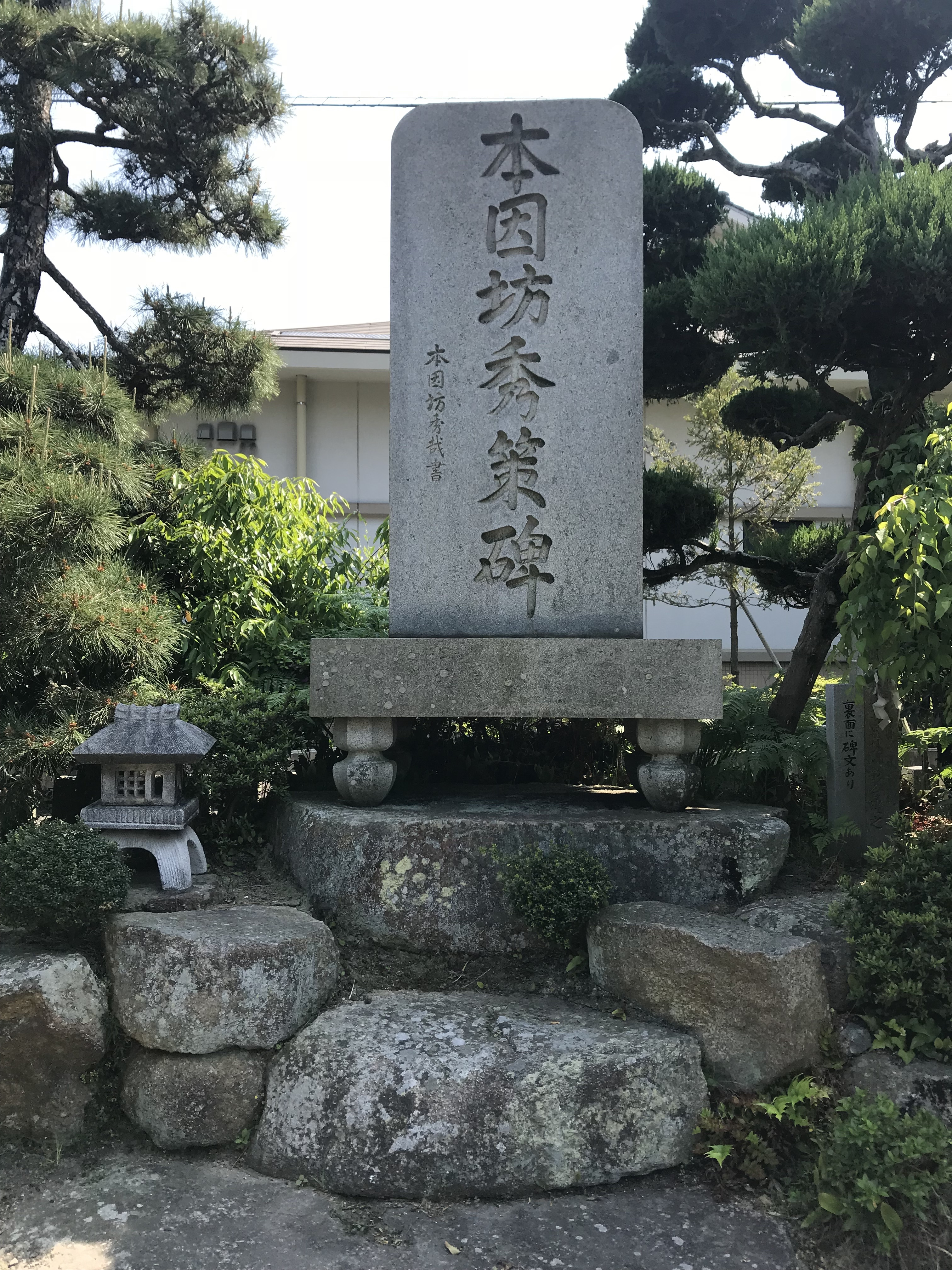
本因坊秀策碑

秀策的棋風，眾人皆知的秀策流，不像丈和力量大殺型，也不像秀和巧妙交換，亦不需要什麼妙手。秀策以堅實的慢慢取實利，把錯誤降到最低，進入中盤時，已毫無破綻的完勝。秀策的堅實，以現代來說過於堅實而不免有點損，但在黑無貼目負擔的時代，黑棋卻可以一步一步的推向勝利。曾經秀策下完一盤棋，旁人問他說誰贏，秀策說「我拿黑棋。」成為秀策的名言。後世評論「如果是沒貼目的棋，黑棋要照秀策的下法，白棋則要照秀榮的下法，讓子棋則非學秀哉下法不可。」。
石谷廣策雖為秀策師兄，卻對秀策十分敬佩，甚至自稱為秀策的徒弟，秀策也將「策」字相贈。秀策死後，廣策散盡家產，表彰秀策事蹟。明治維新時，秀策地位已高過丈和，正式成為「後聖」（前聖為道策）。不過到了近代再次將丈和稱為「後聖」，三人合稱「三聖」。
秀策雖未繼承本因坊家督，棋力也只到上手，但後世尊其為棋聖，是以多省去跡目二字，直接稱其為「本因坊秀策」。

## 紀念
2014年6月6日，Google首頁的標誌，以紀念本因坊秀策185歲誕辰。但因为同日为二次世界大战著名的诺曼底登陆 （D-Day， Operation Neptune，Operation Overlord, ) 70周年纪念日，Google备受以英国为首的欧洲参战同盟国的评击，而要在当天稍后发表公报解释此为技术失误，继而将標誌撤换。

## 外部連結
- 本因坊秀策囲碁記念館 （页面存档备份，存于）（日語）
- その時歴史が動いた「勝負師は志高く〜碁聖・本因坊秀策の無敗伝説〜」（日語）
- 本因坊秀策に縁の神社取り壊しへ　尾道市因島、後継宮司不在 | 中国新聞デジタル （页面存档备份，存于）（日語）